# Seduction Cinema
Seduction Cinema ist eine US-amerikanische Filmproduktionsgesellschaft und ein Label der Firma „ei Independent Cinema“. Geschäftsmodell von Seduction Cinema ist es, Parodien auf aktuelle Kinoblockbuster günstig zu produzieren, wobei die Resultate durch großzügig eingestreute Softsex-Szenen dem Sexploitation-Genre zuzurechnen sind.

## Geschichte
Die in New Jersey ansässige, ursprüngliche Seduction-Cinema-Mutterfirma „ei Independent Cinema“ war im Bereich der Produktion und Distribution minderwertiger Horrorfilme tätig. 1996 produzierte die Firma den Horrorfilm Caress of the Vampire, der probeweise um lesbische Softsexszenen angereichert wurde. Der Film war ein großer Erfolg für ei, und man beschloss, ein eigenes Label für ähnlich gelagerte Produktionen zu gründen, da der Firmenname „ei“ für größere Produktionen als Verkaufshindernis gesehen wurde. Der erste von Seduction Cinema produzierte Film war 1998 The Vampire's Seduction, dessen weibliche Hauptrolle mit der späteren „B-Movie-Queen“ Tina Krause besetzt wurde. Ein signifikanter finanzieller Erfolg war 1999 die Blair-Witch-Project-Parodie Erotic Witch Project. Das neu gegründete Label entwickelte sich schnell zum Hauptumsatzbringer der Mutterfirma. Hauptkonkurrent am Markt der Softsex-Filmparodien war dabei Surrender Cinema, ein Label von Full Moon Features. Im Jahr 2000 etablierte sich Seduction Cinema mit der Veröffentlichung von Erotic Witch Project als führende Marke des Segments, und Surrender Cinema stellte wenige Filme später den Betrieb ein. Mitte der 2000er-Jahre wurde die Mutterfirma in POP Cinema umbenannt und verlagerte ihren Firmensitz von New Jersey nach Maryland, das Label Seduction Cinema blieb aber bestehen. Seit der 2011er-Produktion Lustful Illusions sind keine Filme mehr erschienen, das Label wurde aber nie aufgelöst.
Kennzeichnend für Produktionen des Labels sind ein Humor der Filme, der vom Regisseur Justin Wingenfeld, der für POP Cinema arbeitet, als „albern und studentisch“ bezeichnet wird. Über das Sublabel Retro Seduction Cinema werden Softsexfilme der 1960er- und 1970er-Jahre vertrieben und zum Teil als Remake neu gedreht. Das gleiche Geschäftsprinzip bedient das Sublabel After Hours Cinema, allerdings mit alten und neu gedrehten Hardcorefilmen. Seduction Cinema ließ einige der Eigenproduktionen zu Comics umarbeiten, die die Firma ebenfalls vertreibt, so etwa Playmate of the Apes und SpiderBabe.
Seduction Cinema besetzt weibliche Hauptrollen regelmäßig mit den gleichen Darstellerinnen, um den Wiedererkennungseffekt auszunutzen. Zu diesen Hauptdarstellerinnen gehören Erin Brown (als Misty Mundae), Darian Caine, Anoushka Garin und Anju Jena McIntyre (als AJ Khan).

## Produkte (Auswahl)
- 2018: Mad Maxine: Frisky Road
- 2017: Bravengers: Age of Buldgetron
- 2011: Lustful Illusions
- 2009: Batbabe: The Dark Nightie
- 2008: The Insatiable IronBabe
- 2007: Chantal
- 2006: An Erotic Werewolf in London
- 2006: Kinky Kong
- 2005: The Girl Who Shagged Me
- 2005: Lust in Space: The Erotic Witch Project IV
- 2004: Sexy Adventures of Van Helsing
- 2004: Sexy American Idle
- 2003: Carlito's Angels
- 2003: SpiderBabe
- 2003: Sin Sisters
- 2003: The Witches of Sappho Salon
- 2003: Vampire Vixens
- 2003: Lustful Addiction
- 2003: Dr. Jekyll & Mistress Hyde
- 2003: Lord of the G-Strings
- 2003: Confessions of a Natural Beauty
- 2003: Naked Cooking
- 2003: That 70's Girl
- 2002: Satan's School for Lust
- 2002: Vampire Obsession
- 2002: Lust in the Mummy's Tomb
- 2002: Vampire Queen
- 2002: The Erotic Time Machine
- 2002: Who Wants to Be an Erotic Billionaire?
- 2002: My Vampire Lover
- 2002: Roxanna
- 2002: The Erotic Mirror
- 2002: Play-Mate of the Apes
- 2002: Mummy Raider
- 2002: Erotic Survivor 2
- 2001: Witchbabe: The Erotic Witch Project 3
- 2001: Seduction of Cyber Jane
- 2000: Daughters of Darkness
- 2000: Mistress Frankenstein
- 2000: Erotic Witch Project 2: Book of Seduction
- 2000: The Erotic Witch Project
- 2000: Misty's Secret
- 2000: Peeping in a Girl's Dormitory
- 2000: Sorority Sadists
- 2000: The Making of Erotic Witch Project 2
- 2000: The Vibrating Maid
- 1999: Inside the Erotic Witch
- 1998: Dead Students Society